# Gut Bockum

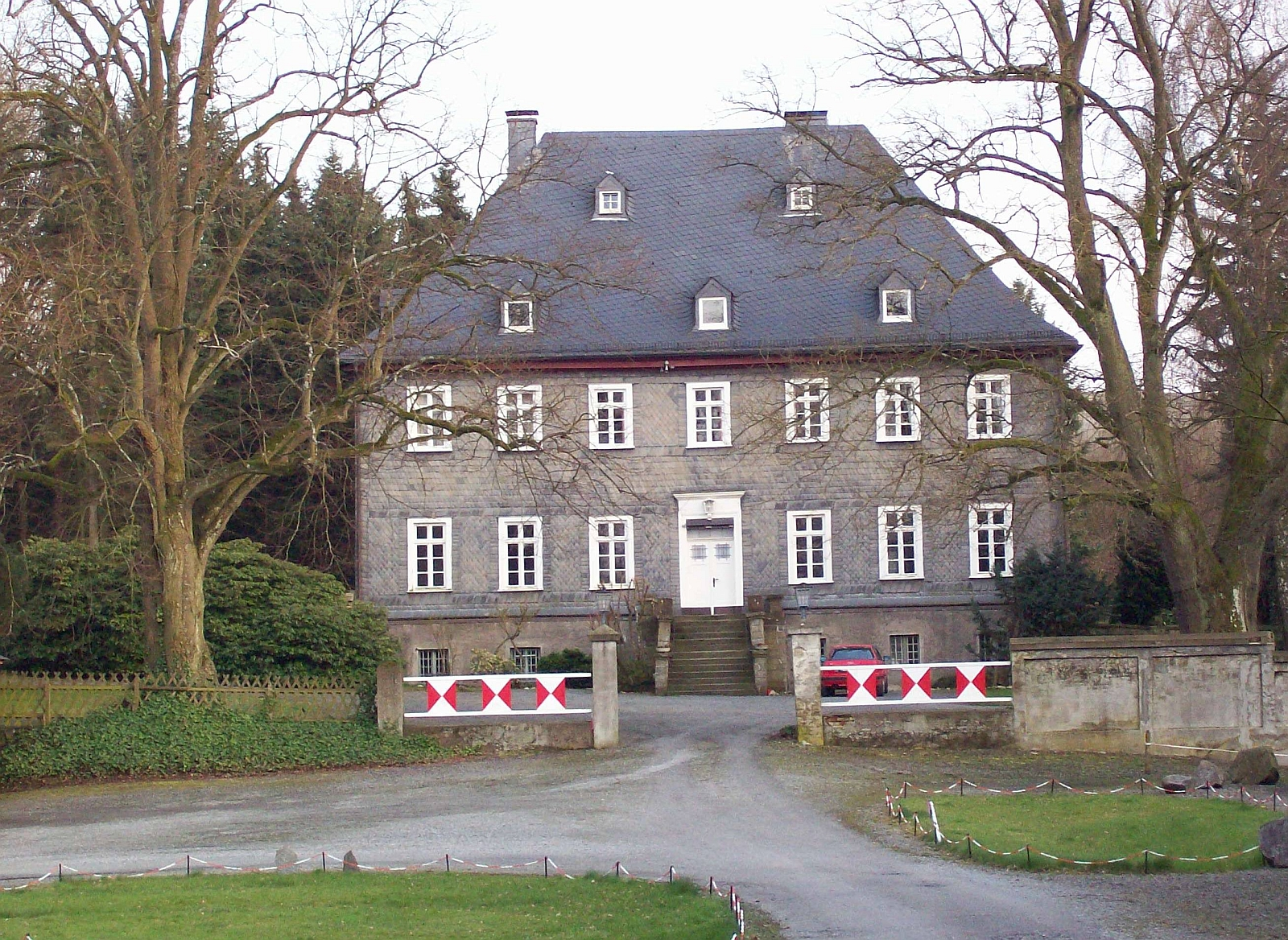
Gut Bockum

Das Gut Bockum ist ein ehemaliges Rittergut in Meschede in unmittelbarer Nähe des RuhrtalRadweges und der A 46 im Stadtteil Bockum.

## Geschichte

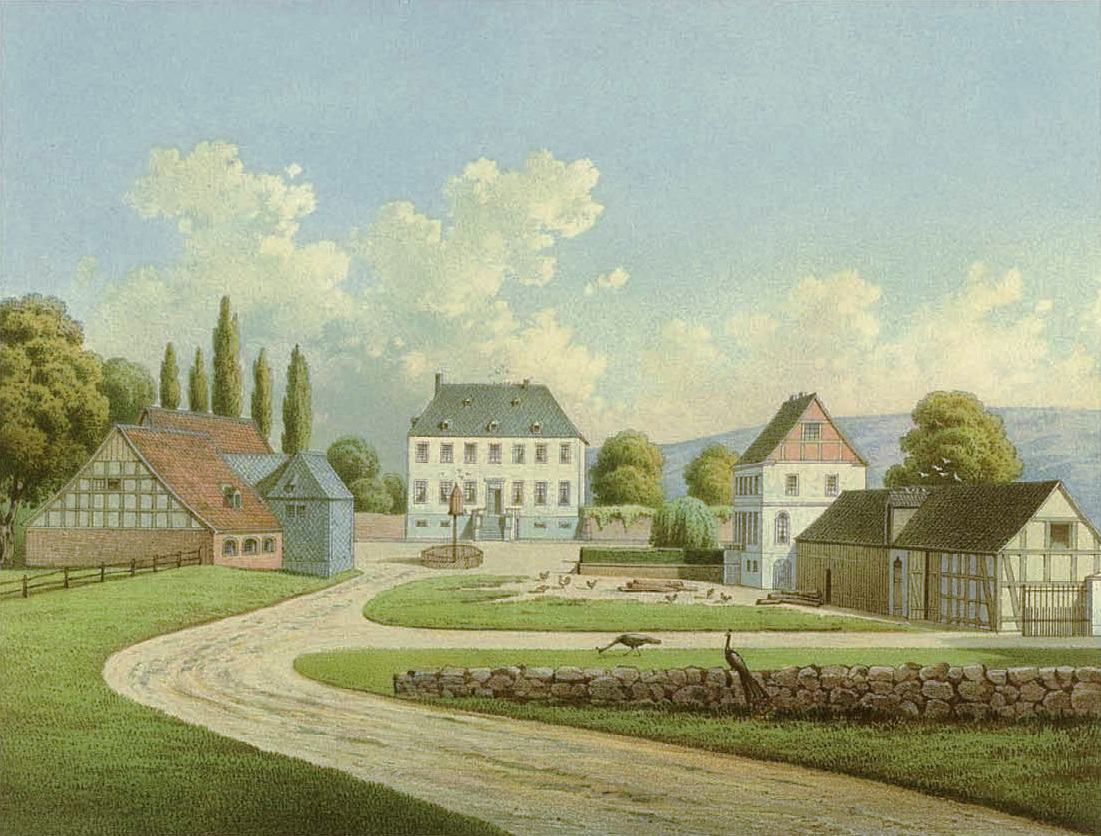
Rittergut Bockum um 1860, Sammlung Duncker

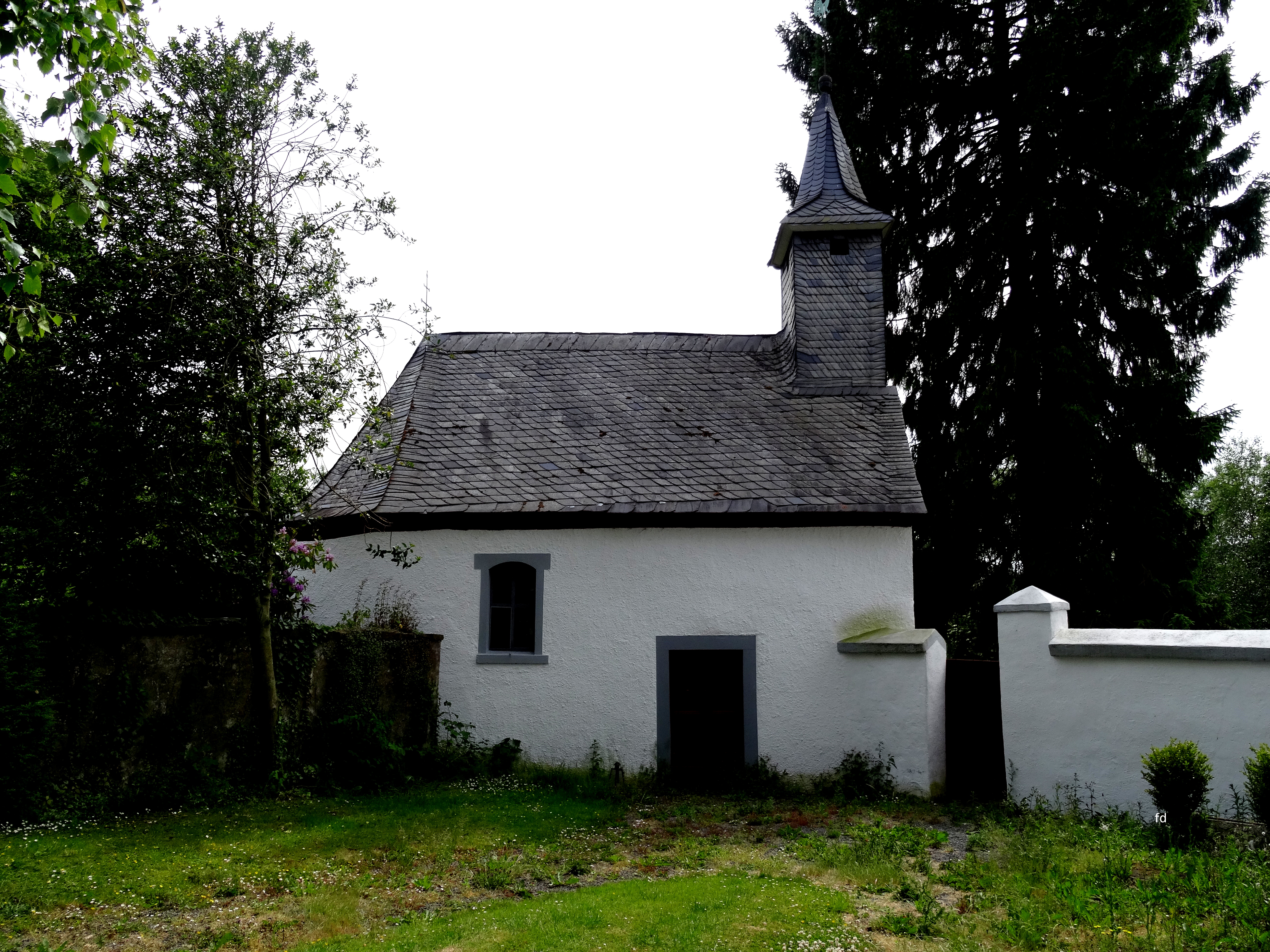
Marienkapelle

Im Jahre 1398 wurde das Rittergut erstmals erwähnt. Es gehörte damals einer Familie von Bockum. Durch einen Tausch gegen das Rittergut Weslarn im Kreis Soest wurde nachher die Familie von Wesseler Eigentümerin des Gutes. Ein späterer Gutsbesitzer nahm den Namen von Bockum-Dolffs an. Weitere Besitzer waren die Familie von Kleinsorgen, von Papen und bis 1841 die Familie von Schade.
Nachdem Freiherr Joseph von Schade ohne Erben starb, vermachte er das Gut der Tochter seines Bruders, Theresia von Schade. Diese heiratete am 25. November 1841 den späteren Landrat des Kreises Meschede Freiherrn Johann von Devivere. Später war das Gut Bockum im Besitz der Familie Dameris. Auf dem Gut befand sich bis Ende der 80er Jahre das Zweitwerk der Strickwarenfabrik von Sophie Stecker. Nach der Aufgabe des Betriebes wurden Teile des Gutes gewerblich vermietet und der Südflügel an einen Dachdeckerbetrieb verkauft. Im Jahr 2005 kaufte der Sohn M. Dameris den Südflügel wieder zurück. Die Nebengebäude des Gutes beherbergten bis 2011 außerdem dessen Manufaktur für ökologisch verträglich konzipierte Holzwohnwagen. Teile der Gebäude wurden restauriert, das Gutshaus erhielt eine neue Dacheindeckung und die zum Gut gehörende Marienkapelle wurde umfangreich restauriert. Der historische Altar wurde 2006 gemeinsam mit der Denkmalschutzbehörde aufwendig restauriert. Heute erstrahlt der Altar in seiner ursprünglichen Form. Im Jahr 2011 wurde das Gut an ein Ehepaar verkauft.